# Oktober 2013
| Oktober 2013 |
| Månader under 2013: Januari · Februari · Mars · April · Maj · Juni · Juli · Augusti · September · Oktober · November · December ← December 2012 · Januari 2014 → |

## Händelser

### 1 oktober

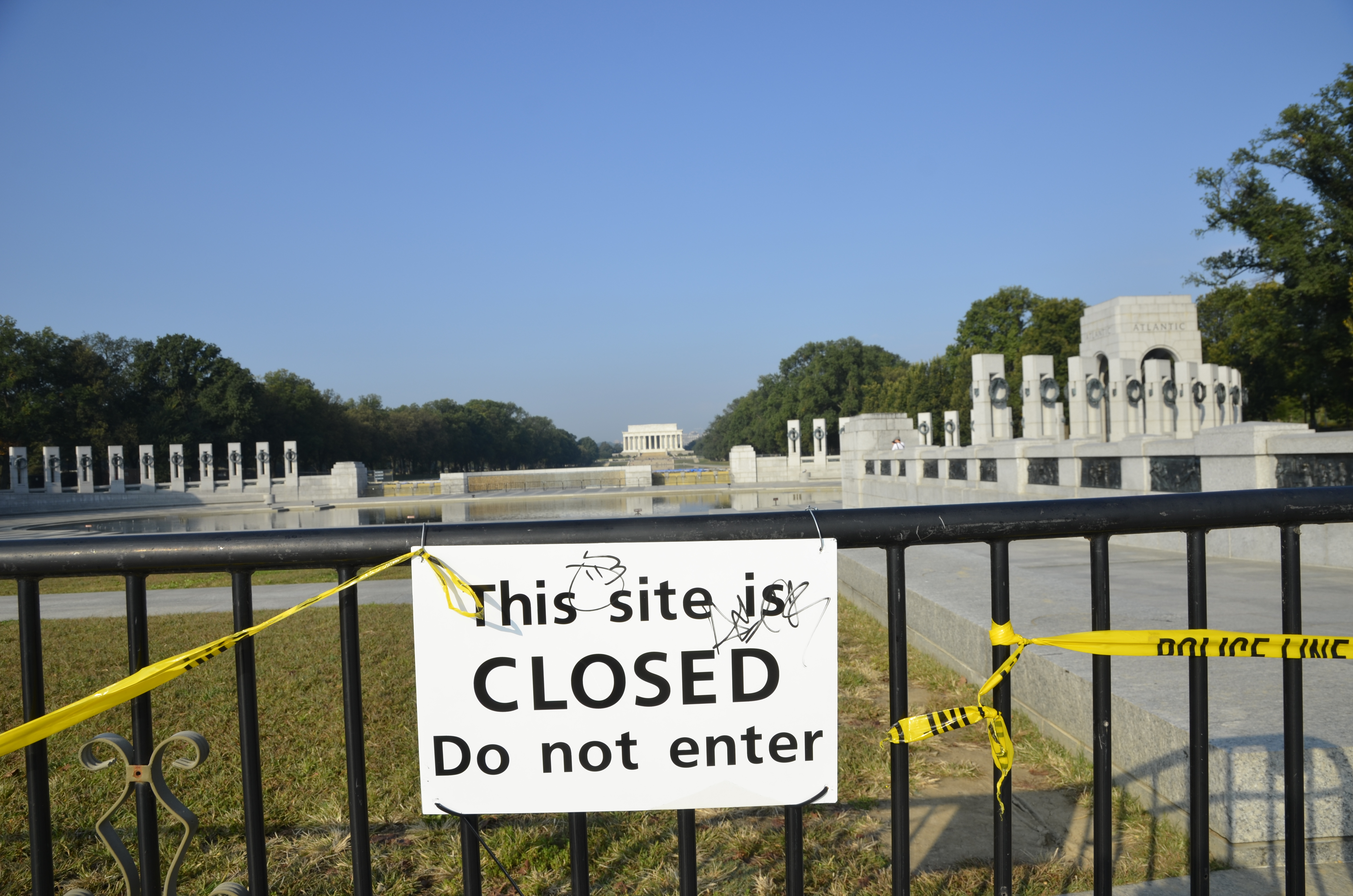
National World War II Memorial, stängt som en följd av budgetkrisen.

- Stora delar av USA:s federala regering stängs ned efter att demokraterna och republikanerna misslyckats med att enas om en budget.
- Venezuelas regering utvisar tre amerikanska diplomater efter att ha anklagat dem för "ekonomiskt sabotage".

### 2 oktober
- Förvaltningsrätten beslutar av Skolinspektionen inte hade rätt att stänga Lundsbergs skola.
- Den amerikanske författaren Tom Clancy dör vid 66 års ålder.

### 3 oktober
- En båt med immigranter från Afrika sjunker utanför den italienska ön Lampedusa. Runt 500 människor tros ha befunnit sig på båten, och minst 134 av dessa dör och hundratals saknas.

### 8 oktober
- Peter Higgs och Francois Englert tilldelas Nobelpriset i fysik för upptäckten av Higgspartikeln.

### 9 oktober
- Janet Yellen nomineras av USA:s president Barack Obama till ny chef för centralbanken Federal Reserve.
- Martin Karplus, Michael Levitt och Arieh Warshel tilldelas Nobelpriset i kemi.

### 10 oktober
- Alice Munro tilldelas Nobelpriset i litteratur.

### 14 oktober
- Eugene F. Fama, Lars Peter Hansen och Robert Shiller tilldelas Sveriges Riksbanks pris i ekonomisk vetenskap till Alfred Nobels minne.

### 15 oktober
- Antje Jackelén väljs till Svenska kyrkans ärkebiskop från 15 juni 2014.[1]

### 16 oktober
- Den amerikanska kongressen röstar för en höjning av skuldtaket vilken också leder till att den federala regeringen kan öppna igen.

### 23 oktober
- Tysklands förbundskansler Angela Merkel håller ett hastigt ordnat telefonmöte med USA:s president Barack Obama efter att uppgifter framkommit om att amerikanska myndigheter kan ha avlyssnat hennes telefon.

### 27 oktober
- Presidentval planeras hållas i Georgien.

### 28 oktober
- Stormen Simone drar in över nordvästra Europa.